# 21st Century Schizoid Man
21st Century Schizoid Man (в переводе с англ. — «Шизоид 21-го века») — вступительный трек с дебютного альбома 1969 года In the Court of the Crimson King британской прогрессив-рок-группы King Crimson. Песня вместе с другой композицией с того же альбома — «Epitaph» — спустя семь лет была выпущена в виде сингла.

## Текст
Лирика песни переполнена антиутопической тревогой — тревогой страшной «параноидной» жизни, в которой нет места поэтам и умирают дети («poets’ starving children bleed»), причём эту жизнь творит сам человек — «шизоид». Есть версия, что именно он изображён на обложке сингла и альбома.
В песне содержится отсылка на войну во Вьетнаме, как видно на примере строк «innocents raped with napalm fire» и «politicians’ funeral pyre». Перед исполнением песни 14 декабря 1969 года (как показано на концертном альбоме Epitaph), Фрипп отметил, что песня была посвящена «Американской политической личности, которого мы все знаем и любим. Его зовут Спиро Агню».

## Участники записи
- Роберт Фрипп — гитара
- Грег Лейк — вокал, бас-гитара
- Иэн Макдональд — саксофон
- Майкл Джайлз — ударные
- Питер Синфилд — текст

## Влияние
- По мотивам названия песни в 2002 году бывшими участниками King Crimson создана группа «21st Century Schizoid Band», просуществовавшая до 2004 года.
- В песне «Power» рэпера Канье Уэста использован семпл «21st Century Schizoid Man».
- Каверы на песню сделаны многими известными рок- и метал-группами и исполнителями, в числе которых Entombed, April Wine, Voivod, Forbidden, Оззи Осборн.
- В 2018 году журнал Louder Sound поставил композицию на 56-ю строчку в списке «100 лучших гитарных соло в роке»[1].
- В марте 2023 года группа авторов американского издания Rolling Stone включила титульную песню данного альбома в список «100 величайших хеви-метал песен всех времён». В этом рейтинге она заняла 86-ю позицию, заметку о ней составил Хэнк Штимер[2].